# 两裂婆婆纳
两裂婆婆纳（学名：Veronica biloba）为車前草科婆婆纳属下的一个种。